# Хрепёлка (деревня)
Хрепёлка — деревня в Оредежском сельском поселении Лужского района Ленинградской области.

## История
Деревня Хрепелка обозначена на карте Санкт-Петербургской губернии 1792 года А. М. Вильбрехта.

ХРЕПЕЛКА — деревня Хрепельского сельского общества, прихода села Полян.

Крестьянских дворов — 16. Строений — 168, в том числе жилых — 25.

Число жителей по семейным спискам 1879 г.: 78 м. п., 92 ж. п.; по приходским сведениям 1879 г.: 71 м. п., 90 ж. п.; (1884 год)

В конце XIX — начале XX века деревня административно относилась к Тёсовской волости 5-го земского участка 3-го стана Новгородского уезда Новгородской губернии.

ХРЕПЕЛКА — деревня Хрепельского сельского общества, дворов — 29, жилых домов — 29, число жителей: 89 м. п., 89 ж. п. 

Занятия жителей — земледелие, выпас телят. Часовня, хлебозапасный магазин, мелочная лавка. (1907 год)

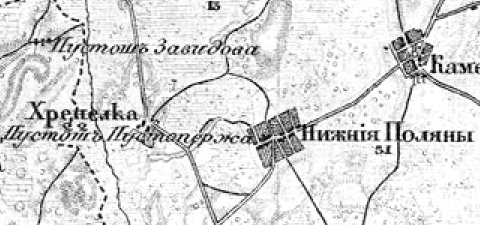
Деревня Хрепёлка на карте 1912 года

Согласно карте из «Исторического атласа Санкт-Петербургской Губернии» 1912 года деревня Хрепёлка состояла из 22 дворов.
С 1917 по 1927 год деревня Хрепёлка входила в состав Тёсовской волости Новгородского уезда Новгородской губернии.
В 1926 году население деревни Хрепёлка составляло 215 человек.
С 1927 года, в составе Каменнополянского сельсовета Черновского района Новгородского округа.
С 1928 года, в составе Оредежского района.
По данным 1933 года деревня Хрепёлка входила в состав Каменнополянского сельсовета Оредежского района.
C 1 августа 1941 года по 31 января 1944 года деревня находилась в оккупации.
1 июля 1944 года деревня была передана в Новгородскую область.
По данным 1966, 1973 и 1990 годов деревня Хрепёлка входила в состав Тёсовского сельсовета Лужского района Ленинградской области.
В 1997 году в деревне Хрепёлка Тёсовской волости проживали 23 человека, в 2002 году — 15 человек (все русские).
В 2007 году в деревне Хрепёлка Тёсовского сельского поселения проживали 18 человек.
19 мая 2019 года деревня вошла в состав Оредежского сельского поселения.

## География
Деревня расположена в восточной части района на автодороге 41К-662 (Оредеж — Тёсово-4 — Чолово).
Расстояние до административного центра поселения — 4 км.
Расстояние до ближайшей железнодорожной станции Оредеж — 21 км.

## Демография
| 1884 | 1909 | 1926 | 1997 | 2007 | 2010 | 2017 |
| ---- | ---- | ---- | ---- | ---- | ---- | ---- |
| 170  | ↗178 | ↗215 | ↘23  | ↘18  | ↗42  | ↘26  |

## Улицы
Светлая.